# 迈克·拉扎里迪斯
米哈尔·迈克·拉扎里迪斯（英語：Mihal "Mike" Lazaridis，1961年3月14日—），是一名希腊裔加拿大商人，黑莓公司的创立者，该公司设计并生成了黑莓系列手机。